# Flins-Neuve-Église
Pour les articles homonymes, voir Flins.
Flins-Neuve-Église est une commune française située dans le département des Yvelines en région Île-de-France.

## Géographie

### Situation
La commune de Flins-Neuve-Église se trouve à 48 km à l'ouest de Versailles, à environ 17 km au sud-ouest de Mantes-la-Jolie et à 13 km au nord de Houdan, en limite sud du plateau du Mantois et limite nord du Pays houdanais. Elle fait partie de la région naturelle et agricole du Drouais.
Avec 1,23 km2 seulement, c'est la plus petite commune des Yvelines. L'habitat est groupé dans le bourg.
Les communes limitrophes sont Dammartin-en-Serve, Longnes, Mondreville et Tilly.

### Communes voisines
Les communes limitrophes sont Longnes au nord-est, Dammartin-en-Serve à l'est, Tilly au sud et Mondreville au nord-ouest.

### Hydrographie
- le ru de Flins y prend sa source.

### Transports et voies de communications

#### Réseau routier
Les communications sont assurées principalement par la route départementale 115 reliant Longnes au nord à Houdan au sud et la route départementale 170 menant à Dammartin-en-Serve et Vert au nord-est.

#### Desserte ferroviaire
La gare SNCF la plus proche est celle de Gilles-Guainville.

### Climat
Pour des articles plus généraux, voir Climat de l'Île-de-France et Climat des Yvelines.
En 2010, le climat de la commune est de type climat océanique dégradé des plaines du Centre et du Nord, selon une étude du CNRS s'appuyant sur une série de données couvrant la période 1971-2000. En 2020, Météo-France publie une typologie des climats de la France métropolitaine dans laquelle la commune est exposée à un climat océanique et est dans la région climatique Sud-ouest du bassin Parisien, caractérisée par une faible pluviométrie, notamment au printemps (120 à 150 mm) et un hiver froid (3,5 °C).
Pour la période 1971-2000, la température annuelle moyenne est de 10,7 °C, avec une amplitude thermique annuelle de 14 °C. Le cumul annuel moyen de précipitations est de 661 mm, avec 10,7 jours de précipitations en janvier et 8,1 jours en juillet. Pour la période 1991-2020, la température moyenne annuelle observée sur la station météorologique la plus proche, située sur la commune de Magnanville à 11 km à vol d'oiseau, est de 11,6 °C et le cumul annuel moyen de précipitations est de 641,5 mm,. Pour l'avenir, les paramètres climatiques de la commune estimés pour 2050 selon différents scénarios d'émission de gaz à effet de serre sont consultables sur un site dédié publié par Météo-France en novembre 2022.

## Urbanisme

### Typologie
Au 1er janvier 2024, Flins-Neuve-Église est catégorisée commune rurale à habitat dispersé, selon la nouvelle grille communale de densité à sept niveaux définie par l'Insee en 2022.
Elle est située hors unité urbaine. Par ailleurs la commune fait partie de l'aire d'attraction de Paris, dont elle est une commune de la couronne,. Cette aire regroupe 1 929 communes,.

### Occupation des solssimplifiée
Le territoire de la commune se compose en 2017 de 82,5 % d'espaces agricoles, forestiers et naturels, 8,5 % d'espaces ouverts artificialisés et 9 % d'espaces construits artificialisés.

## Toponymie
Le nom de la localité est attesté sous les formes Felins Nova Ecclesia au XIIIe siècle, Felins-lès-Tillay,.
Le premier élément Flins, du latin Figulinis (aux ateliers de potiers), relève du masculin Figulinum (faïence, poterie).
Le second élément Neuve-Église parle de lui-même.

## Histoire
Flins-Neuve-Église, qui s'est appelée « Felins-lès-Tillay » (Flins près de Tilly), est à l'origine un fief dépendant des seigneurs de Tilly et son histoire se confond avec celle de Tilly jusqu'au XIIe siècle.
La paroisse s'écrivait « Flains » avant la Révolution. En 1793 le nom de la commune était « Flins », homonyme de l'actuelle « Flins-sur-Seine ». Le nom de « Flins-Neuve-Église » est attesté, comme celui de « Flins-sur-Seine », dans le Bulletin des lois de la République française en 1801.

## Politique et administration

### Liste des maires
| Période                                  | Période       | Identité          | Étiquette | Qualité |
| ---------------------------------------- | ------------- | ----------------- | --------- | ------- |
| Les données manquantes sont à compléter. |               |                   |           |         |
| mars 1995                                | novembre 2018 | Richard Gaudier,  |           |         |
| 2019                                     | 2021 (décès)  | Josette Echard    |           |         |
| 2021                                     | En cours      | Laetitia Notheaux |           |         |

### Instances administratives et judiciaires
La commune de Flins-Neuve-Église appartient au canton de Bonnières-sur-Seine et est rattachée à la communauté de communes du pays Houdanais.
Sur le plan électoral, la commune est rattachée à la neuvième circonscription des Yvelines, circonscription à dominante rurale du nord-ouest des Yvelines.
Sur le plan judiciaire, Flins-Neuve-Église fait partie de la juridiction d’instance de Mantes-la-Jolie et, comme toutes les communes des Yvelines, dépend du tribunal de grande instance ainsi que de tribunal de commerce sis à Versailles,.

## Population et société

### Démographie

#### Évolution démographique
L'évolution du nombre d'habitants est connue à travers les recensements de la population effectués dans la commune depuis 1793. Pour les communes de moins de 10 000 habitants, une enquête de recensement portant sur toute la population est réalisée tous les cinq ans, les populations de référence des années intermédiaires étant quant à elles estimées par interpolation ou extrapolation. Pour la commune, le premier recensement exhaustif entrant dans le cadre du nouveau dispositif a été réalisé en 2007.

En 2022, la commune comptait 160 habitants, en évolution de +2,56 % par rapport à 2016 (Yvelines : +2,72 %, France hors Mayotte : +2,11 %).
| 1793 | 1800 | 1806 | 1821 | 1831 | 1836 | 1841 | 1846 | 1851 |
| ---- | ---- | ---- | ---- | ---- | ---- | ---- | ---- | ---- |
| 104  | 115  | 108  | 106  | 105  | 100  | 109  | 108  | 101  |

| 1856 | 1861 | 1866 | 1872 | 1876 | 1881 | 1886 | 1891 | 1896 |
| ---- | ---- | ---- | ---- | ---- | ---- | ---- | ---- | ---- |
| 104  | 104  | 102  | 109  | 100  | 100  | 120  | 126  | 117  |

| 1901 | 1906 | 1911 | 1921 | 1926 | 1931 | 1936 | 1946 | 1954 |
| ---- | ---- | ---- | ---- | ---- | ---- | ---- | ---- | ---- |
| 112  | 102  | 111  | 101  | 116  | 59   | 59   | 77   | 69   |

| 1962 | 1968 | 1975 | 1982 | 1990 | 1999 | 2006 | 2007 | 2012 |
| ---- | ---- | ---- | ---- | ---- | ---- | ---- | ---- | ---- |
| 56   | 40   | 38   | 89   | 147  | 150  | 163  | 165  | 161  |

| 2017 | 2022 | - | - | - | - | - | - | - |
| ---- | ---- | - | - | - | - | - | - | - |
| 156  | 160  | - | - | - | - | - | - | - |

#### Pyramide des âges
En 2018, le taux de personnes d'un âge inférieur à 30 ans s'élève à 35,9 %, soit en dessous de la moyenne départementale (38 %). À l'inverse, le taux de personnes d'âge supérieur à 60 ans est de 21,8 % la même année, alors qu'il est de 21,7 % au niveau départemental.
En 2018, la commune comptait 83 hommes pour 72 femmes, soit un taux de 53,55 % d'hommes, largement supérieur au taux départemental (48,68 %).
Les pyramides des âges de la commune et du département s'établissent comme suit.
| Hommes | Classe d’âge | Femmes |
| ------ | ------------ | ------ |
| 0,0    | 90 ou +      | 0,0    |
| 4,8    | 75-89 ans    | 6,9    |
| 15,5   | 60-74 ans    | 16,7   |
| 23,8   | 45-59 ans    | 31,9   |
| 14,3   | 30-44 ans    | 15,3   |
| 22,6   | 15-29 ans    | 11,1   |
| 19,0   | 0-14 ans     | 18,1   |

| Hommes | Classe d’âge | Femmes |
| ------ | ------------ | ------ |
| 0,6    | 90 ou +      | 1,4    |
| 6      | 75-89 ans    | 7,8    |
| 13,5   | 60-74 ans    | 14,8   |
| 20,7   | 45-59 ans    | 20,1   |
| 19,6   | 30-44 ans    | 19,9   |
| 18,5   | 15-29 ans    | 16,8   |
| 21,2   | 0-14 ans     | 19,2   |

## Économie
- Agriculture : culture céréalière.
- Commune résidentielle.

## Culture locale et patrimoine

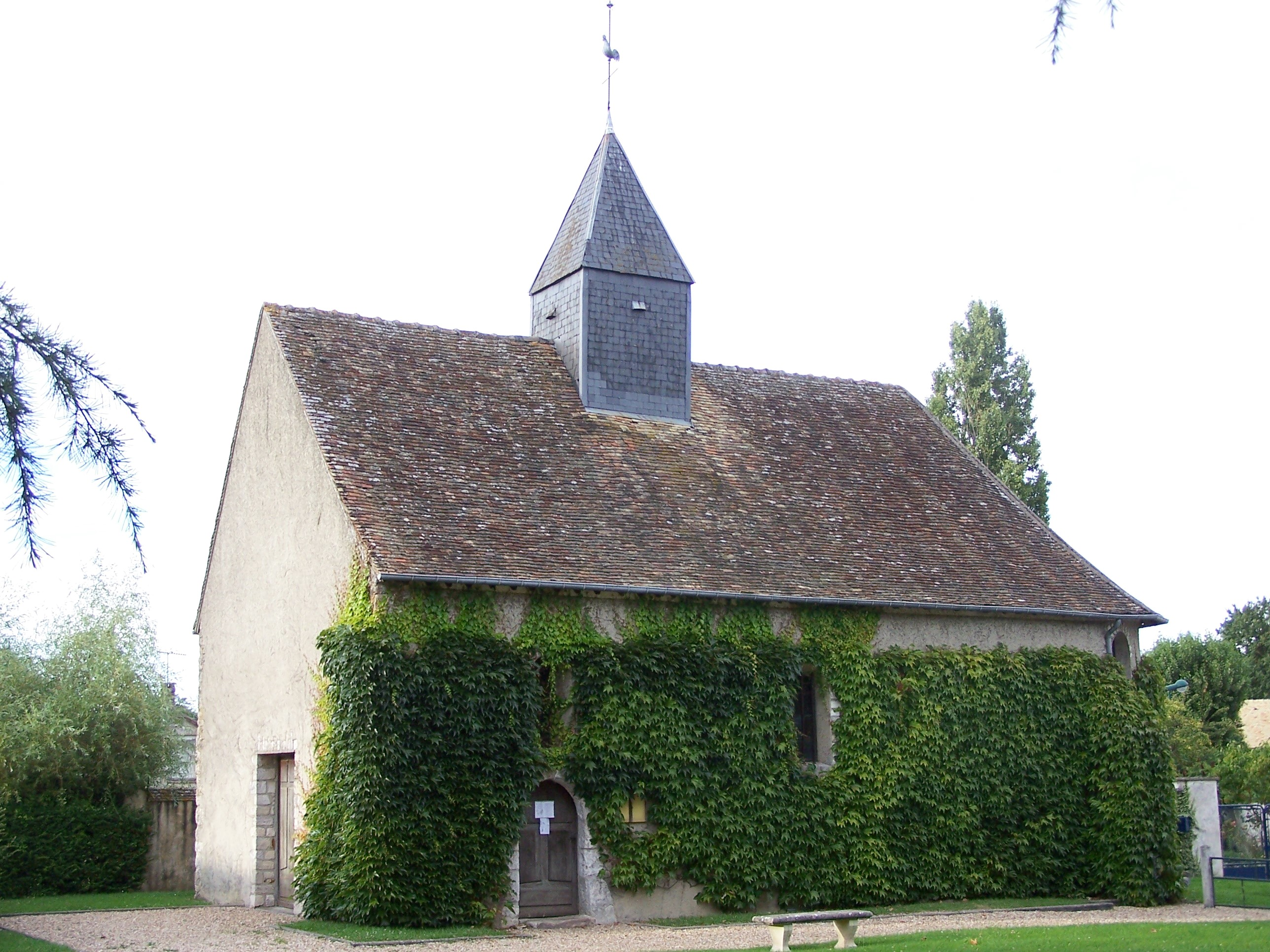
L'église Saint-Denis.

### Lieux et monuments
- Église Saint-Denis : édifice du XVIe siècle.
- Château.